# Jacob Lois
Jacob Lois (ca. 1620 - 1676, Rotterdam) was een kunstschilder, architect, fabrikant, koopman, bestuurder en liefhebber van antiquiteiten. Bovendien schreef hij aan het eind van zijn leven een boek over de geschiedenis van de stad Rotterdam en het Hoogheemraadschap van Schieland dat in de 18e en de 19e eeuw een voorname bron was voor diverse geschiedenissen over Rotterdam en omgeving. Tegenwoordig staat hij vooral bekend als de bouwmeester van het Schielandshuis.

## Geschiedkundige en schrijver
Lois was een veelzijdig man, die in zijn tijd het bekendst is geworden door zijn onderzoekingen naar het verleden van Rotterdam en het hoogheemraadschap Schieland. Hij heeft onder andere een afschrift vervaardigd van Simon Doedes van der Sluys' Beschrijving der sloten en huizen van Schieland. Zelf is hij de schrijver van de Cronycke ofte korte waere beschrijvinge der stad Rotterdam, beginnende van den jaere 1270 tot den jaere 1671, verrijkt met de voornaemste hantvesten en previlegien ('s Gravenhage, Delft, 1746, 40).
Het stadsarchief van Rotterdam bezit een deels verkorte, deels uitgebreide kopie van deze druk van 1754. Het werk is gesteld op naam van zijn broer Samuel Lois, die het werk na de dood van zijn broer hier en daar heeft gewijzigd en de handvesten toevoegde.
Lois is ook bekend als schrijver van de kroniek van Willem van der Sluys, waarin hij het fictieve kasteel Polderburg als een realiteit opvoert. Drie eeuwen lang werd er verondersteld dat er een kasteel Polderburg bij Kethel had gelegen. In 1978 werd de mythe doorgeprikt door M.P.C. Scholte in de Rotterdams Jaarboekjes van 1978 en 1980.

## Bestuurder, uitvinder en ondernemer
Lois wordt in 1658 genoemd als "capitein van de burgerie tot Rotterdam, vermaerd schilder, regent van sommige publyque godshuysen aldaer, liefhebber van antiquiteiten".
In 1664 en 1665 was hij schepen. Van beroep was hij blauwverver, een industrie die in de tweede helft van de 17e eeuw te Rotterdam zeer bloeide. Hij stichtte te Rotterdam de eerste kalandermolen, waarvoor hij bij contract van 24 januari 1669 met de stad octrooi verkreeg. In deze kalandermolen gebruikte hij de wind om stoffen op grote schaal mechanisch blauw te verven. Hiervoor werd de kleurstof indigo gebruikt, dat door de VOC uit Azië werd ingevoerd.

## Architect

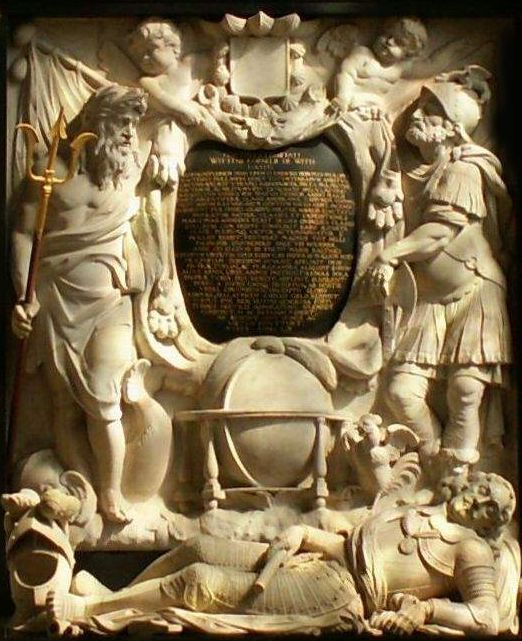
Grafmonument Witte de With (1668/9) in Rotterdam

Lois interesseerde zich ook voor oude en nieuwe bouwkunst. In de inventaris van zijn boedel, die op 30 oktober 1680 ter Weeskamer werd overgeleverd, kwamen ook veel boeken over architectuur voor. Onder zijn toezicht is in 1662 het gemeenlandshuis van Schieland gebouwd.
Op uitnodiging van Daniël van Hogendorp, dijkgraaf van het Hoogheemraadschap van Schieland, maakte de architect Pieter Post in maart 1662 vier ontwerptekeningen voor een nieuw hoofdgebouw. Hij had zijn ontwerp, waarvan de plannen verloren zijn gegaan, waarschijnlijk gebaseerd op het Mauritshuis van Jacob van Campen, waaraan hij zelf had meegewerkt. Dit is nog terug te zien in de indeling van het huidige gebouw. De rijkversierde voorgevel met beeldhouwwerk van Pieter Rijcx wijkt daarentegen sterk af van het andere werk van Post en lijkt eerder geïnspireerd op Vlaamse voorbeelden, zoals de Borromeuskerk in Antwerpen. Het vermoeden bestaat daarom dat Lois het ontwerp zelf verder heeft uitgewerkt met gebruikmaking van de architectuurboeken uit zijn bibliotheek. Zijn Oude ware beschrijving van Schielandt (1672) bevat een aantal eigenhandige tekeningen, waaronder een ingekleurde afbeelding van de voorgevel en twee proportieschema's van respectievelijk de voorgevel en de plattegrond. Hieruit blijkt dat de verhoudingen van het Schielandshuis zijn gebaseerd op cirkels, vierkanten en driehoeken. Dergelijke afbeeldingen van ontwerpsystemen van 17e-eeuwse architecten zijn heel zeldzaam.
Vroeger stond er aan de Wijnhaven in Rotterdam een huis waarvan de gevel heel goed ook door Jacob Lois kan zijn ontworpen. Verder was hij medeverantwoordelijk voor de graftombe van Witte Cornelisz. de With in de Laurenskerk te Rotterdam, waarvan het beeldhouwwerk eveneens is uitgevoerd door Pieter Rijcx.

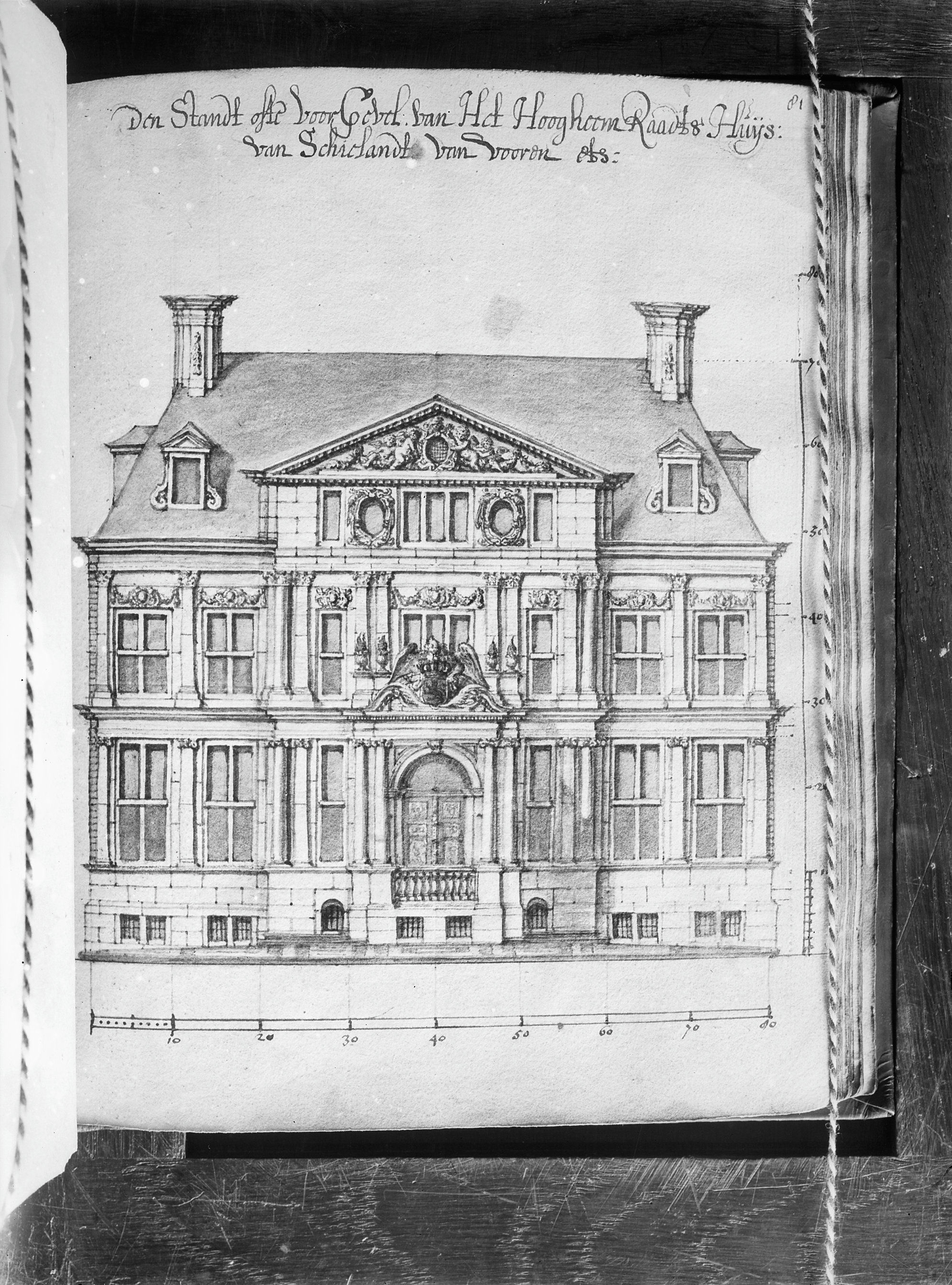
Voorgevel van het Schielandshuis, in: Jacob Lois, Oude ware beschrijving van Schielandt, 1672, Archief Hoogheemraadschap van Schieland (foto: RCE)
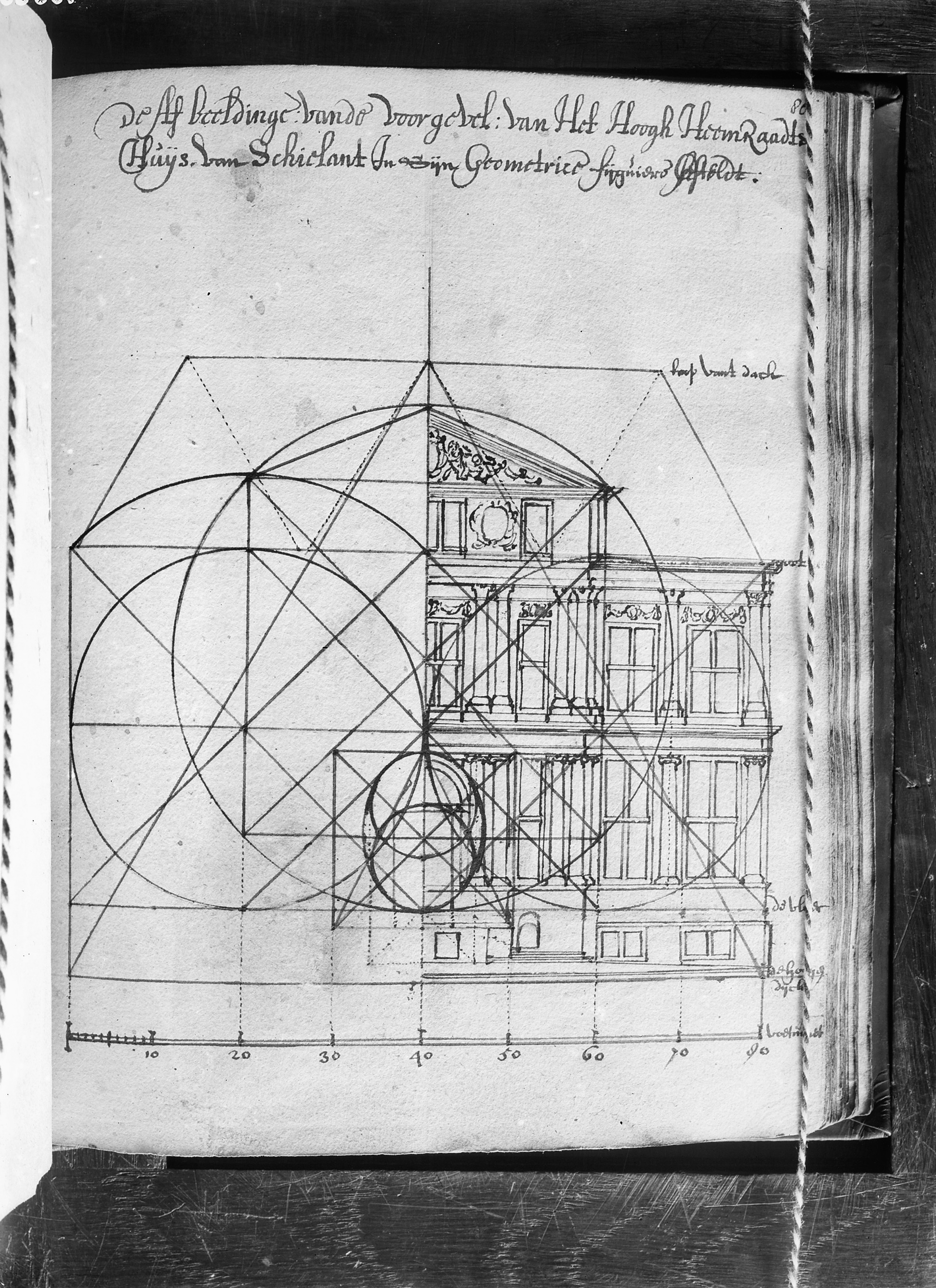
Voorgevel van het Schielandshuis met ingetekend proportiesysteem, in: Jacob Lois, Oude ware beschrijving van Schielandt, 1672, Archief Hoogheemraadschap van Schieland (foto: RCE)
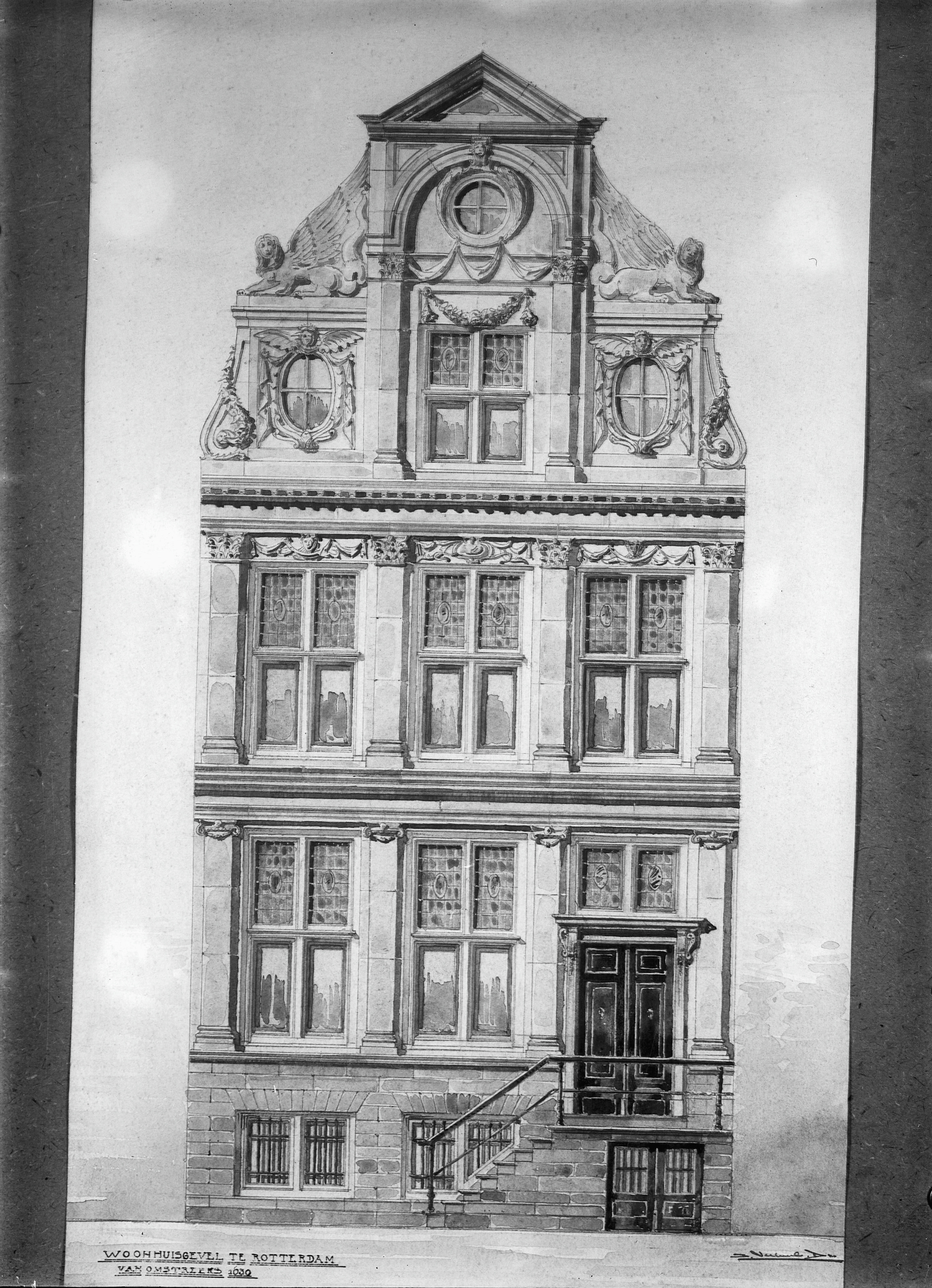
Jan Verheul, Tekening van een verdwenen gevel aan de Wijnhaven in Rotterdam, mogelijk ontworpen door Jacob Lois, Stadsarchief Rotterdam (foto: RCE)

## Kunstschilder

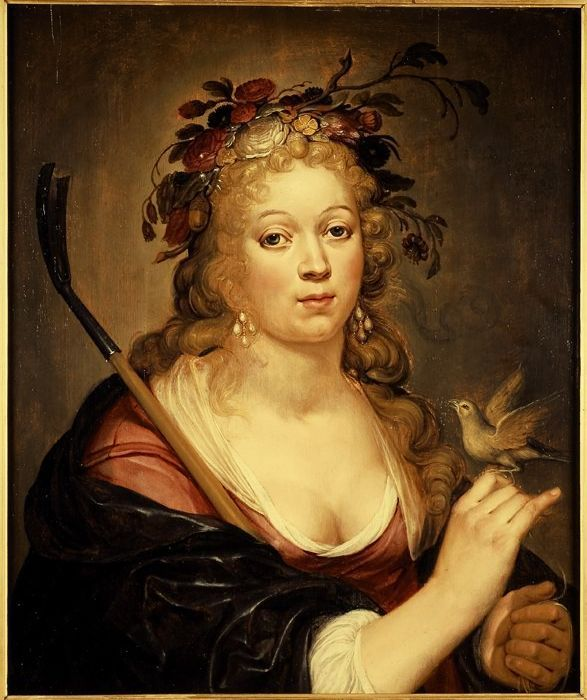
Jacob Lois, Portret van een onbekende vrouw in herderinnenkledij, Museum Rotterdam

Het Museum Rotterdam, dat tot 2016 in het Schielandshuis was gevestigd, bezit twee schilderijen van Jacob Lois: twee portretten van een man en een vrouw in herderskostuum uit 1645. Er wordt wel gedacht dat hij zichzelf en zijn verloofde heeft afgebeeld, hoewel ze pas vier jaar later zijn getrouwd. Uit de schilderijen blijkt dat hij in zijn jeugd een gedegen opleiding tot kunstschilder moet hebben gevolgd, maar door zijn vele andere activiteiten is er van een carrière als kunstenaar weinig terechtgekomen. Ondanks de vermelding uit 1658 dat hij een "vermaard schilder" was, zijn er verder maar een paar schilderijen van hem bekend: een portret en een Bijbelse voorstelling met de doop van Christus in de Jordaan. In de inventaris van Lois wordt een groot schilderij met Ahasveros genoemd en Thieme-Becker vermeldt nog een genrevoorstelling in de trant van David Teniers I.

## Persoonlijk leven
Hij was een zoon van Adriaan Lois en Susanna Cornelisdochter Coorne. Het is onbekend waar en wanneer hij precies is geboren. Op 31 augustus 1649 trad hij in het huwelijk met Eva van Minnebeek, dochter van Cornelis van Minnebeek en Anna Pietersdochter du Bois. Zijn vrouw overleefde hem. Zijn werk werd voortgezet door zijn waarschijnlijk jongere broer Samuel (overleden in oktober 1707), die zijn geschiedkundige werk aanvulde en onder zijn naam liet uitgeven.